# Sonnenfinsternisbrille

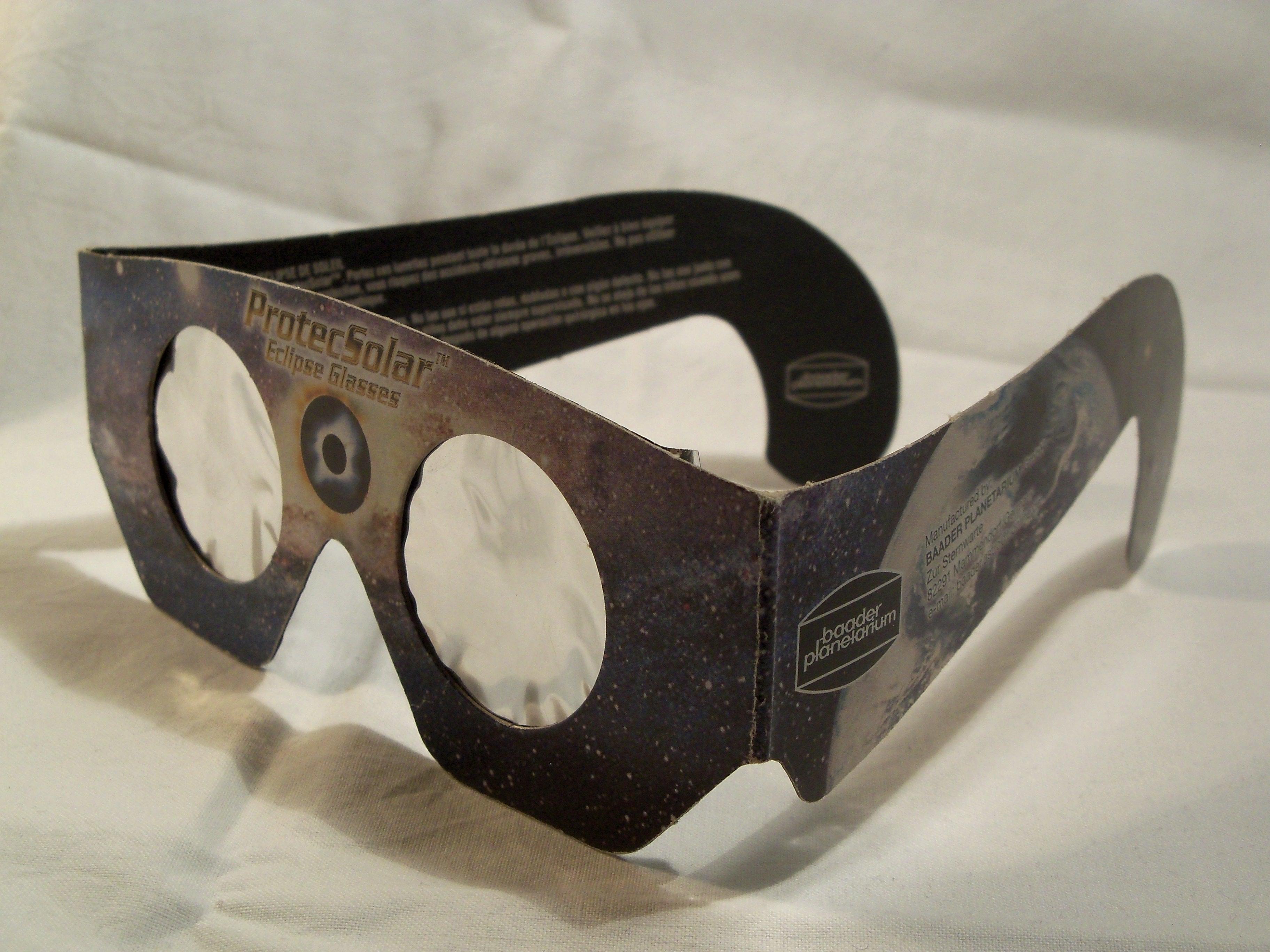
Eine Sonnenfinsternisbrille

Eine Sonnenfinsternisbrille (auch Sonnensichtbrille) ist eine spezielle Lichtschutzbrille, die zur Beobachtung von Sonnenfinsternissen, Sonnenflecken oder Transits vor der Sonnenscheibe benutzt wird.

## Funktionsweise
Statt normaler Lichtschutzgläser werden für Sonnensichtbrillen in der Regel Filterfolien verwendet. Diese bestehen oft aus einer reflektierenden Aluminiumschicht, die nur sehr wenig Licht (zirka ein Hunderttausendstel) durchlässt. Mit einem solchen sehr hohen Filterfaktor ist der direkte Blick in die Sonne möglich, ohne dass die Augen durch übermäßiges infrarotes, ultraviolettes oder sichtbares Licht Schaden nehmen. In der Regel handelt es sich dabei um einfache Bauarten aus Pappe, die im Fachhandel erhältlich sind.
Die folgende Abbildung zeigt das Aussehen der Sonne mit hinreichend großen Sonnenflecken bei Betrachtung mit bloßem Auge durch eine Sonnensichtbrille: 

## Gefahren
Normale Sonnenbrillen sind für diese Anwendung nicht geeignet, wohl aber Schweißerglas Stufe 14.
Zwar wäre das ungeschützte Starren in die Sonne bei einer Sonnenfinsternis nicht gefährlicher als sonst auch, allerdings stellt das Ereignis einen plausiblen Grund dar, es überhaupt zu versuchen. Die Folge wäre zwar keineswegs Erblindung, da nur der kleine Bereich der Netzhaut, auf den die Sonne fokussiert wird, betroffen ist; beim Hinstarren betrifft das allerdings genau die Sehgrube. Netzhautschäden sind schmerzfrei und äußern sich in einem plötzlichen, auffallenden Verlust an Sehschärfe. Ein beiläufiger Blick in die Sonne gilt i. d. R. nicht als schädlich, sollte aber trotzdem vermieden werden.
Die Zahl von Augenverletzten bei Sonnenfinsternissen ist erstaunlich gering, Pasachoff vermutet aber eine hohe Zahl nicht bekannt gewordener oder selbstverheilter Fälle.